# ウィークデイ・ストック
ウィークデイ・ストックは、2007年4月2日～同年12月27日の間、ラジオNIKKEIで生放送されていた株式情報番組。

## 放送内容
東証アローズサテライトスタジオからの生中継。『株式チャンネル』の昼休み時間に設けられ、主に東証前場引け状況と後場の展望、海外株式市場、為替、商品先物動向を簡潔に解説していた。

## パーソナリティ
- 叶内文子

## 放送時間
ラジオNIKKEI第1放送、ライブストリーミング（インターネット、携帯端末）　祝日を除く平日 11:40～12:00（20分）